# Tilman Riemenschneider
Tilman Riemenschneider (kolem 1460, Heilbad Heiligenstadt – 7. července 1531, Würzburg) byl německý sochař a řezbář stylově na přelomu pozdní gotiky a renesance.

## Biografie
Riemenschneider vyrůstal v Osterode, kam rodina odešla, když mu bylo asi pět let. Poměrně málo je známo o jeho učňovských letech kromě toho, že ho pravděpodobně ovlivnil Martin Schongauer. Roku 1483 se jako tovaryš usadil ve Würzburgu, kde se stal členem malířského cechu. Roku 1485 si vzal Annu Schmidtovou, vdovu po mistru zlatotepci se třemi syny, což Riemenschneiderovi přineslo majetek a umožnilo mu, aby se sám stal mistrem. Anna porodila Riemenschneiderovi dceru a zemřela roku 1494; sochař se poté ještě třikrát oženil a měl další děti, mnohé z nich rovněž výtvarně nadané.
Kolem roku 1500 se Tilman Riemenschneider těšil již značné umělecké reputaci a byl bohatý, vlastnil několik domů a vinici. Působil i v městské radě a v letech 1520 až 1524 byl starostou Würzburgu. Během selské války se Würzburg připojil k povstalcům, kteří byli roku 1525 poraženi. Tilman Riemenschneider byl uvězněn, byl mu zabaven majetek a mučením mu prý byly poškozeny ruce natolik, že již nemohl vykonávat své povolání. Zbytek života strávil v ústraní se svou čtvrtou ženou, v řezbářské živnosti po něm pokračoval syn Jörg (Georg) ze druhého manželství.
V březnu 1996 byl jeho jménem pojmenován asteroid (6145) Riemenschneider.

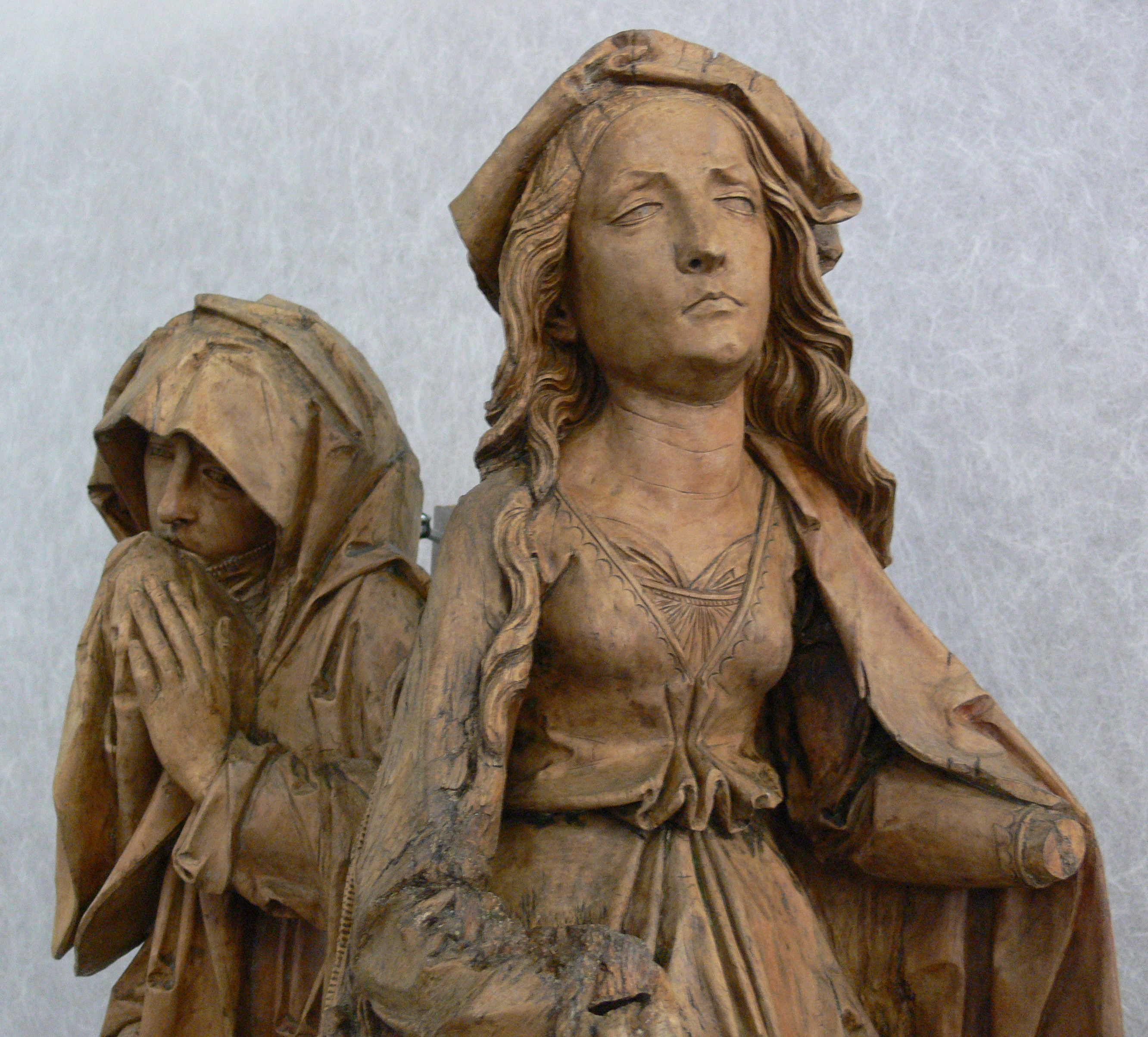
Tilman Riemenschneider: Truchlící ženy (1508), lipové dřevo, Landesmuseum Württemberg Stuttgart, detail